# Провулок Героя України Олексія Скоблі
Прову́лок Олексія Скоблі розташований у центральній частині міста, пролягає від вулиці Героїв Маріуполя до вулиці Олексія Скоблі.

## Історія
Прокладений на початку XX ст., в 1911 р. отримав назву пров. Ейлеровський — на честь подільського губернатора Олександра Ейлера. В 1935 р. перейменований на пров. Шкільний — назва від розташованої вздовж вулиці будівлі колишньої школи № 1 (раніше — реальне училище, нині — міськвиконком). У 1964 р. отримав нову назву на честь О. Пушкіна. У 2022 році перейменовано на честь Героя України Олексія Скоблі.

## Галерея

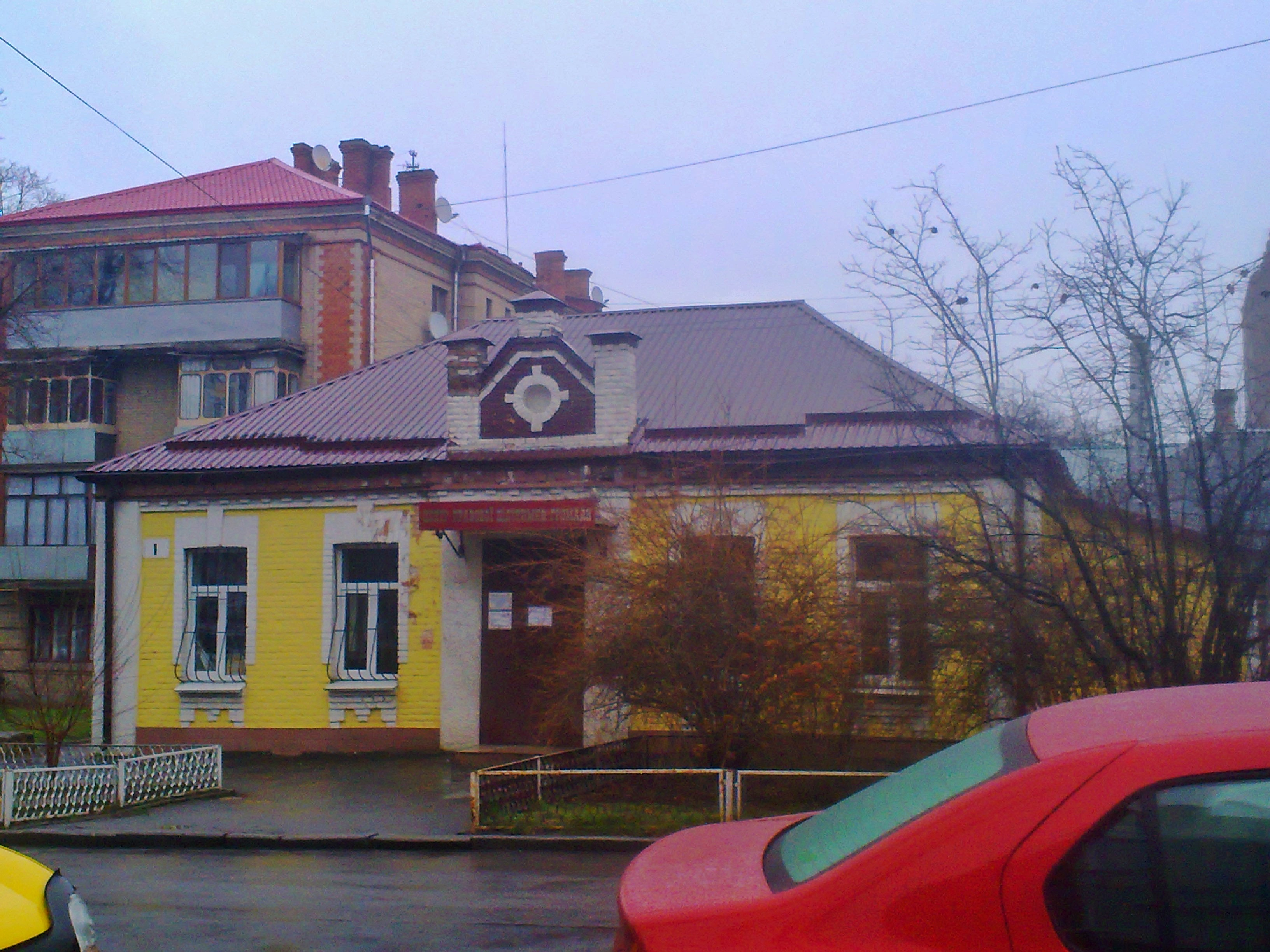
Провулок Олексія Скоблі, 1
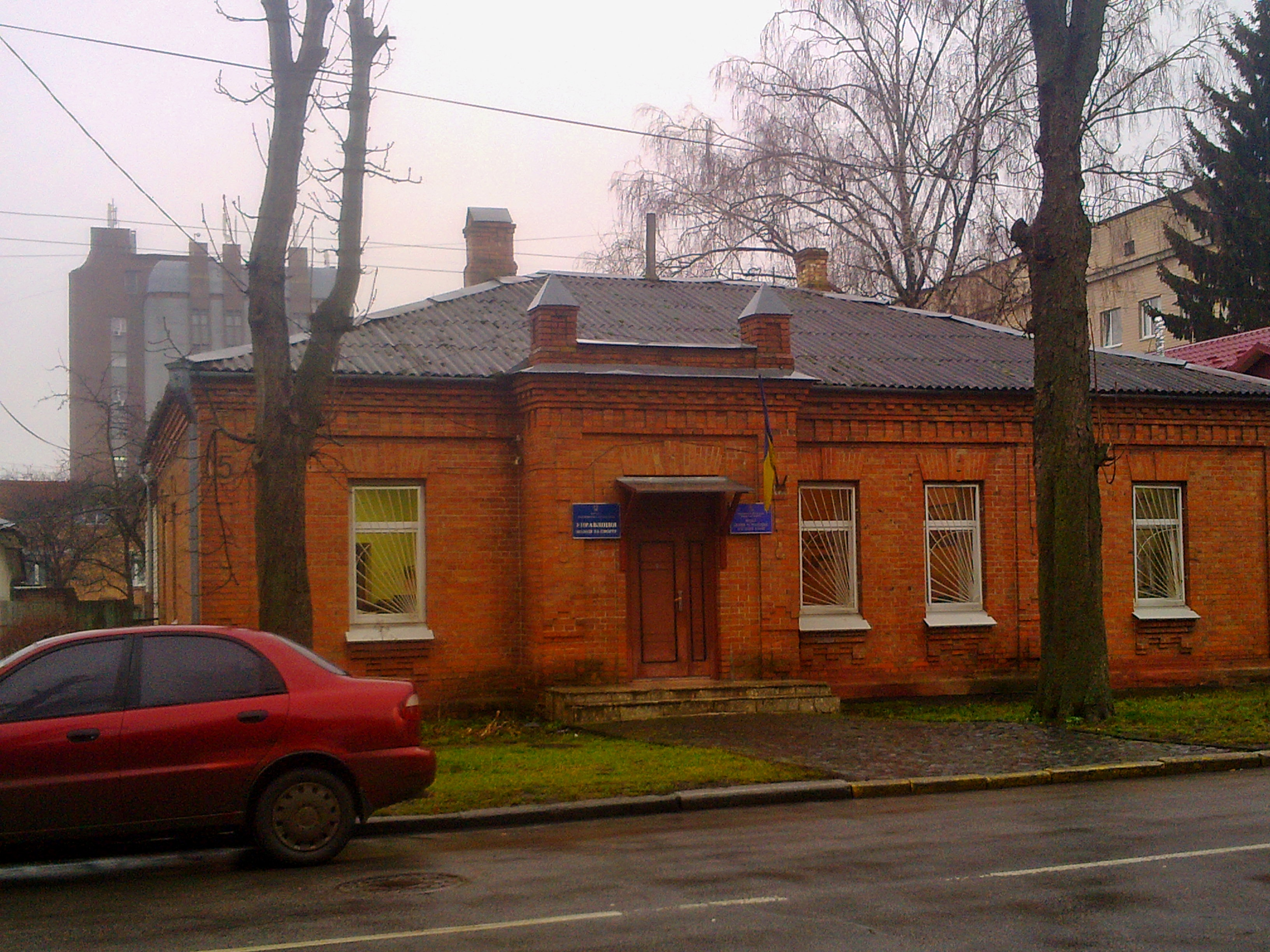
Провулок Олексія Скоблі, 5
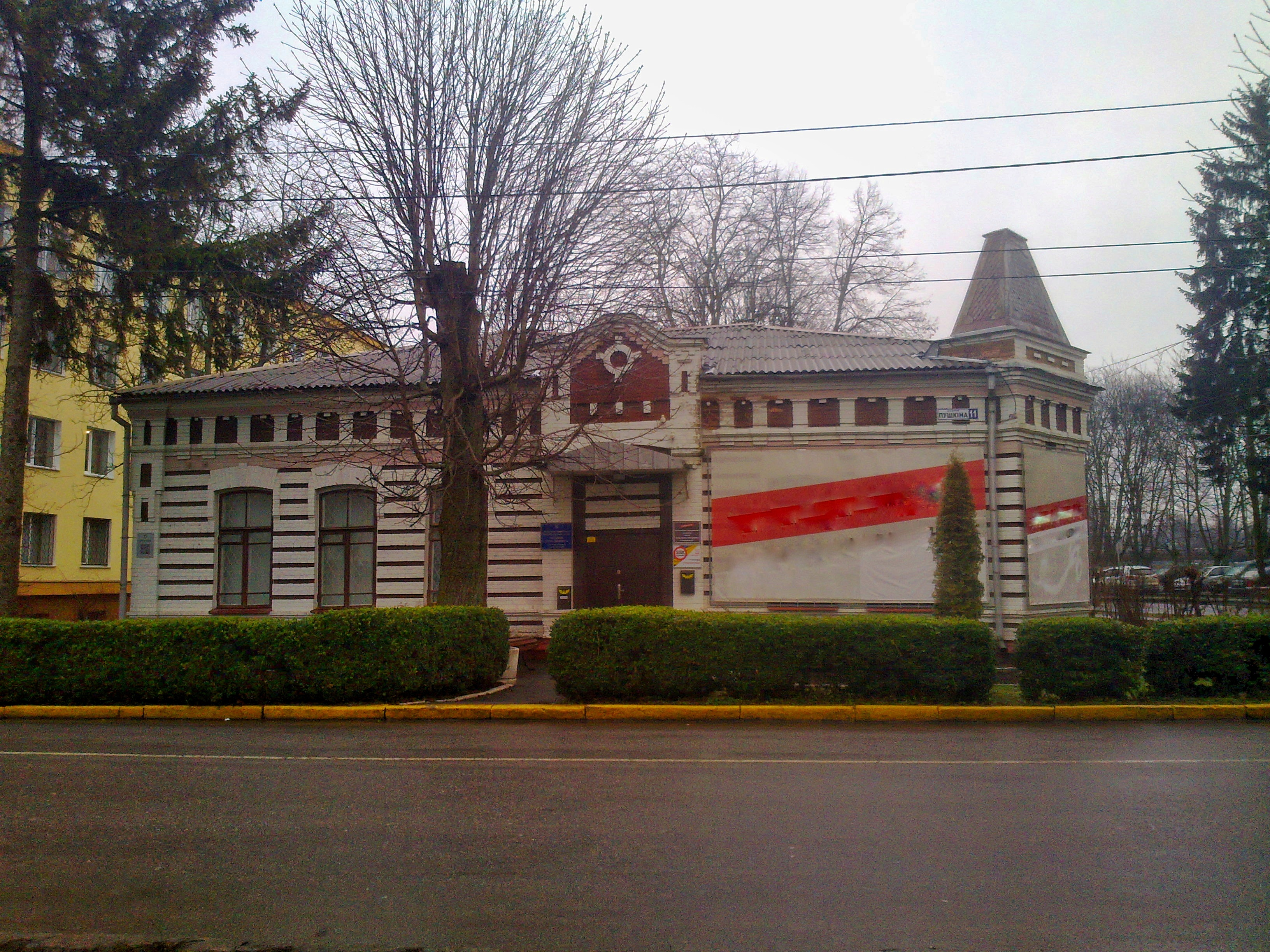
Провулок Олексія Скоблі, 11